# Нестійкість Кельвіна — Гельмгольца

Симуляція в часі утворення нестійкості Кельвіна — Гельмгольца

Нестійкість Кельвіна — Гельмгольца (названа на честь Лорда Кельвіна та Германа фон Гельмгольца) виникає при наявності зрушення між шарами суцільного середовища, або там, де існує достатня різниця швидкостей між двома контактуючими середовищами. Прикладом може служити вітер, який викликає хвилі на поверхні води. Також нестабільність проявляється в хмарах, атмосферах Сатурна та Юпітера, короні Сонця.
Теорія передбачає настання нестійкості і перехід до турбулентності в середовищах різних щільностей, що рухаються з різними швидкостями. Гельмгольц вивчав динаміку двох контактуючих середовищ різних щільностей, спостерігаючи невелике збурення, таке як хвилі, що утворювалось на межі між ними.

## Приклади

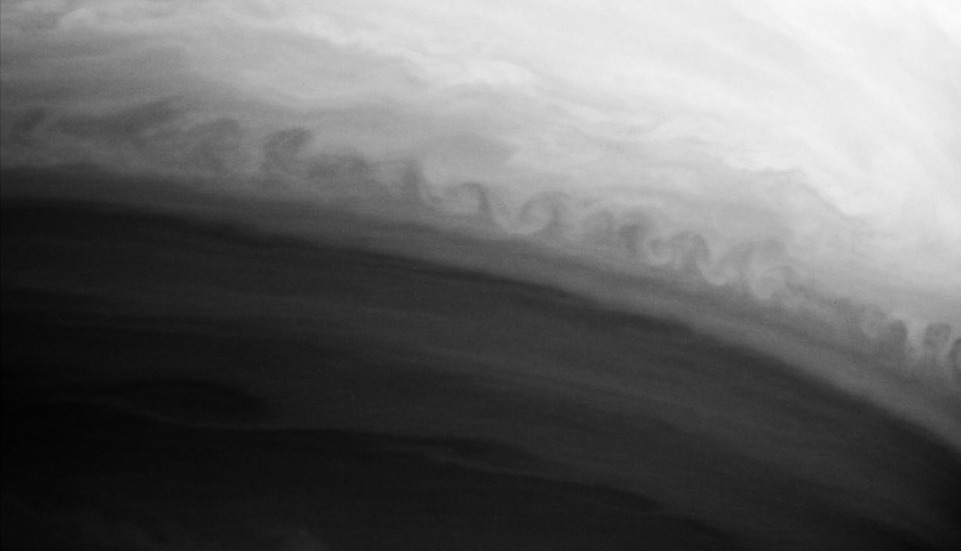
Нестійкість Кельвіна — Гельмгольца в атмосфері Сатурна
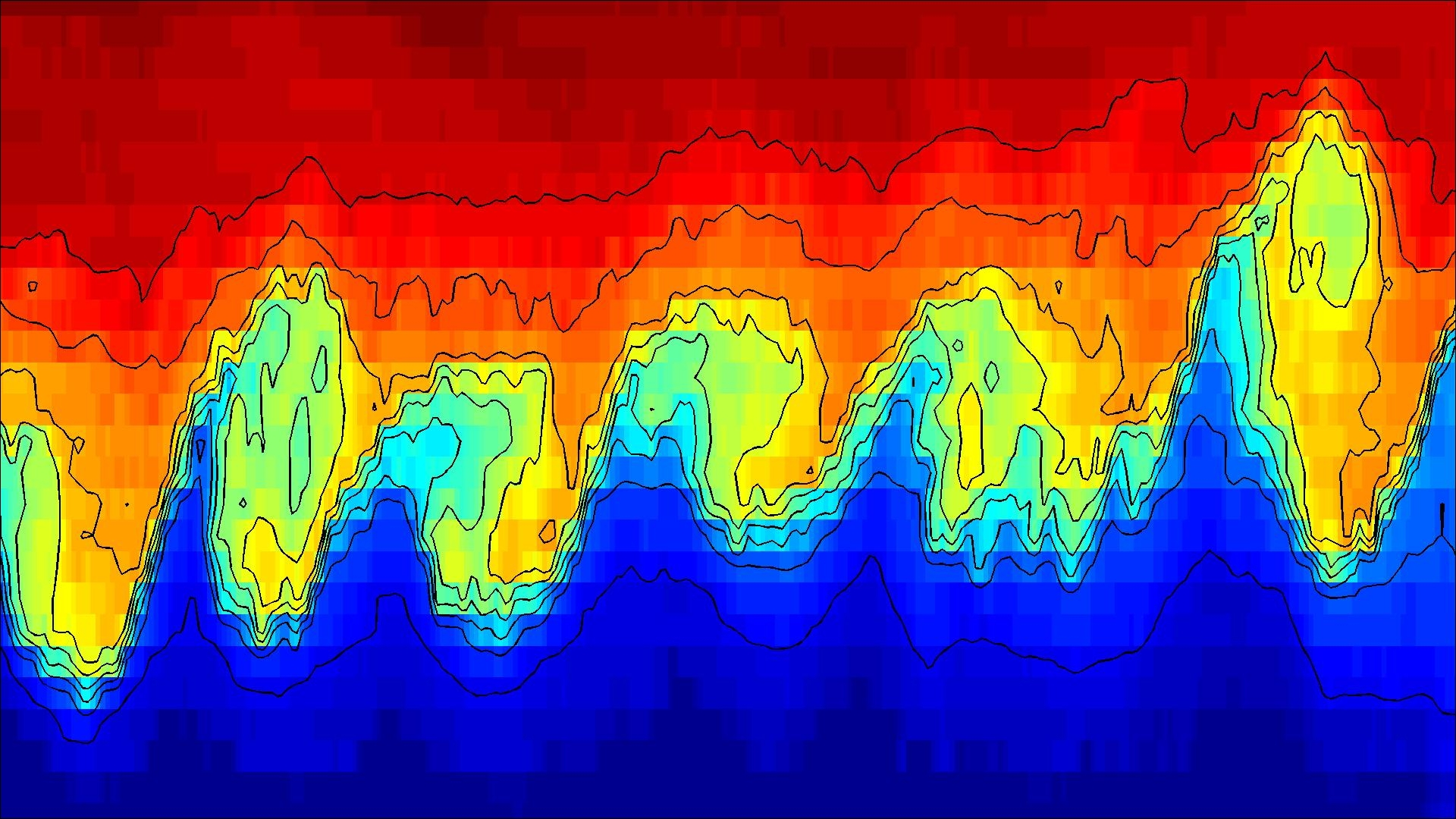
Хвилі на глибині 500 м в Атлантичному Океані, які утворені внаслідок нестабільності
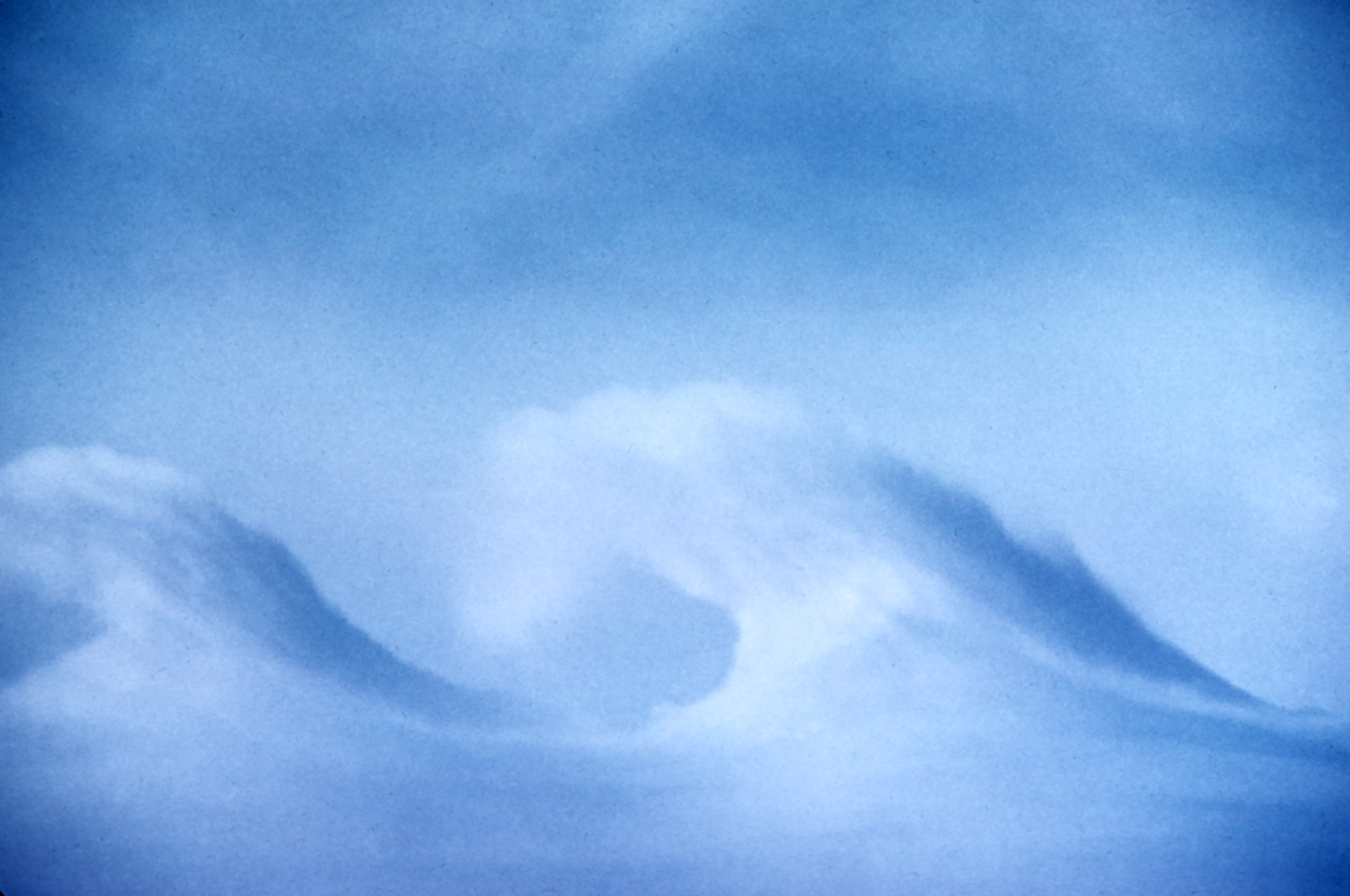
Хвилясті хмари